# Ochotsksmygsångare
Ochotsksmygsångare (Helopsaltes ochotensis) är en östasiatisk fågel i familjen gräsfåglar inom ordningen tättingar.

## Utseende
Ochotsksmygsångaren är en rätt stor sångare (13,5–14,5 cm) med kilformad blekspetsad stjärt. Ovansidan är olivbrun ovan med otydlig mörk fläckning men ser på håll ren ut. Övergump och övre stjärttäckare är ostreckat brungula. På huvudet syns ett grått ögonbrynsstreck och på stjärten vita, månformade stjärtspetsar. Jämfört med liknande och nära släktingen koreasmygsångaren är den brunare ovan, har tydligare ögonbrynsstreck samt är blekare på yttersta handpennan.

## Läte
Sången är torr och skallrande, bestående av en serie dubbla toner följd av några längre och mjukare. Även de korta lätena är torra.

## Utbredning och systematik
Ochotsksmygsångare delas in i två underarter med följande utbredning:
- subcerthiola – sommartid på Kamtjatkahalvön norra Kurilerna, övervintrar i Filippinerna
- ochotensis – sommartid från östra Sibirien till norra Japan, övervintrar i Filippinerna, på Borneo och på Sulawesi

Vissa behandlar arten istället som monotypisk, det vill säga inte delar upp den i underarter. Tillfälligt har den påträffats i USA och Hongkong.

### Släktskap
Ochotsksmygsångaren är mycket nära släkt med de likaledes östasiatiska arterna starrsångare och koreasmygsångare. Den har behandlats som samma art som endera eller båda två. I östra Ryssland hybridiserar den med starrsångare och har etablerat en stabil hybridpopulation där.
DNA-studier från 2018 har visat att en grupp östasiatiska arter som traditionellt placeras i Locustella, bland annat ochotsksmygsångaren, visserligen är en systergrupp till Locustella, men skildes åt för hela 14 miljoner år sedan. Författarna till studien rekommenderar därför att de placeras i ett eget nyskapat släkte, som de ger namnet Helopsaltes. Numera följer de ledande taxonomiska auktoriteterna rekommendationerna.

### Familjetillhörighet
Gräsfåglarna behandlades tidigare som en del av den stora familjen sångare (Sylviidae). Genetiska studier har dock visat att sångarna inte är varandras närmaste släktingar. Istället är de en del av en klad som även omfattar timalior, lärkor, bulbyler, stjärtmesar och svalor. Idag delas därför Sylviidae upp i ett flertal familjer, däribland Locustellidae.

## Levnadssätt
Ochotsksmygsångaren häckar i fuktiga gräsmarker, buskmarker och Salix-snår. Den lever av insekter som den födosöker efter lågt och dolt i vegetationen. Fågeln lägger ägg från mitten av juni till början av juli.

## Status och hot
Arten har ett stort utbredningsområde, men tros minska i antal, dock inte tillräckligt kraftigt för att den ska betraktas som hotad. IUCN kategoriserar därför arten som livskraftig (LC). Världspopulationen har inte uppskattats, men beskrivs ofta som vanlig eller lokalt mycket vanlig.

## Namn
Fågelns svenska och vetenskapliga artnamn syftar på Ochotska havet kring vilket arten häckar.